# سیزان (دورود)
سیزان یک روستا در ایران است که در دهستان حشمت‌آباد شهرستان دورود واقع شده‌است. سیزان ۲۳۹ نفر جمعیت دارد.